# Schizotus
Schizotus är ett släkte av skalbaggar som beskrevs av Newman 1838. Schizotus ingår i familjen kardinalbaggar.
Släktet innehåller bara arten Schizotus pectinicornis.

## Bildgalleri

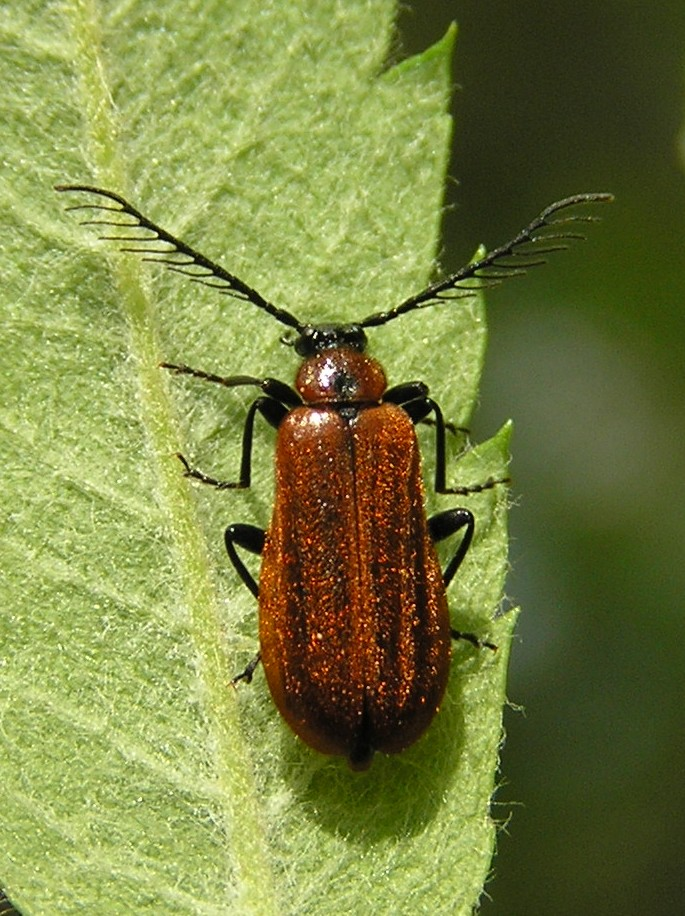
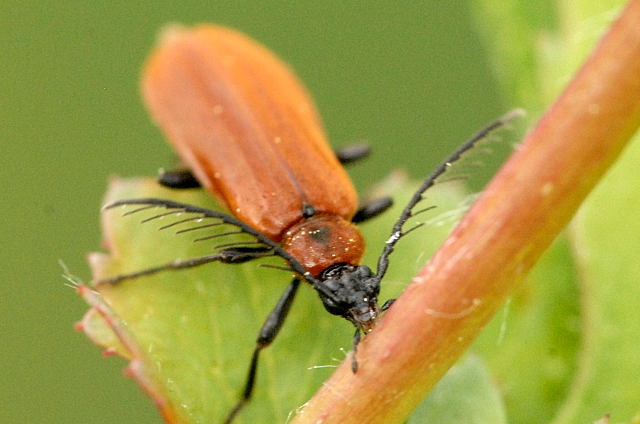
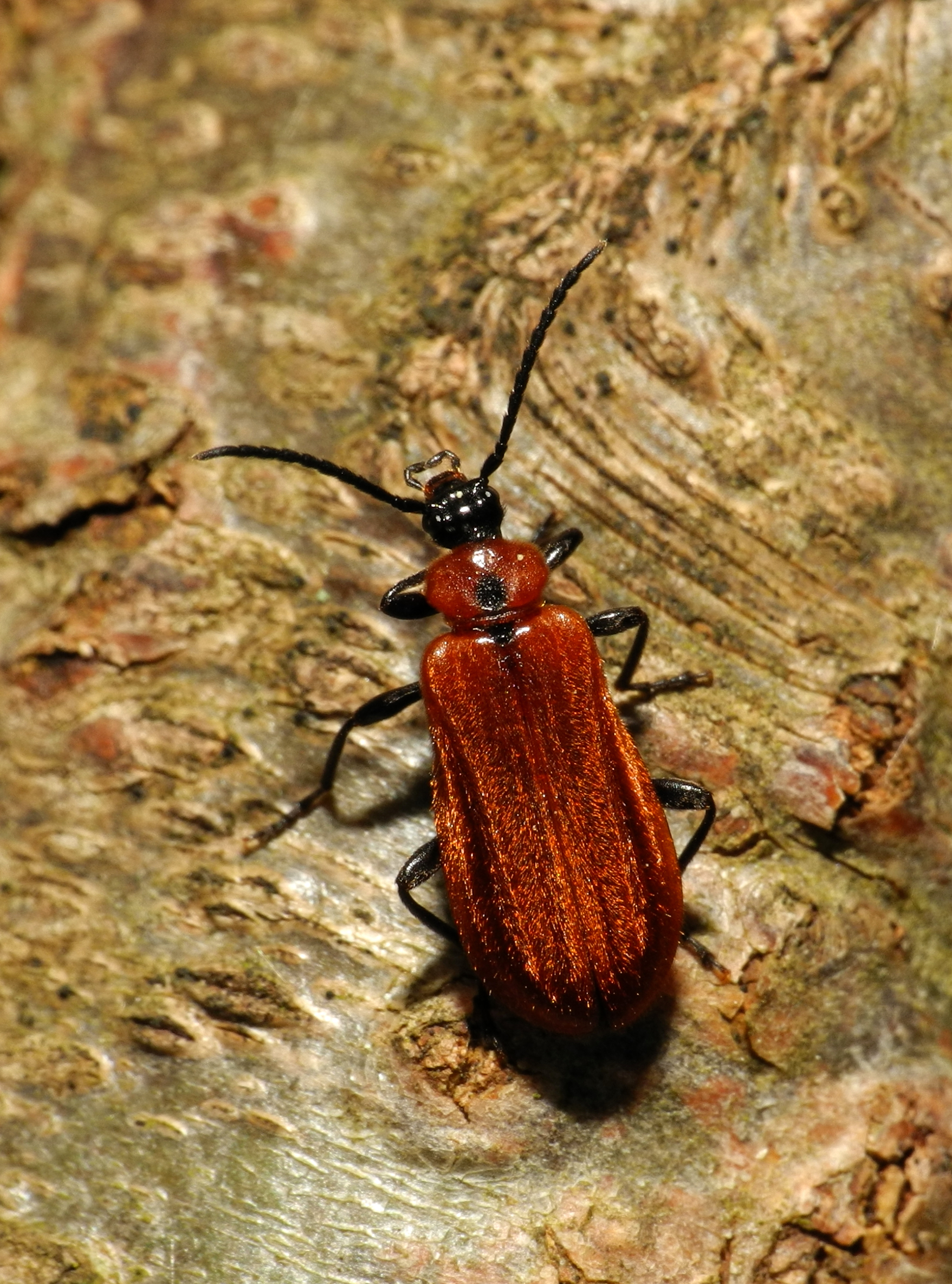
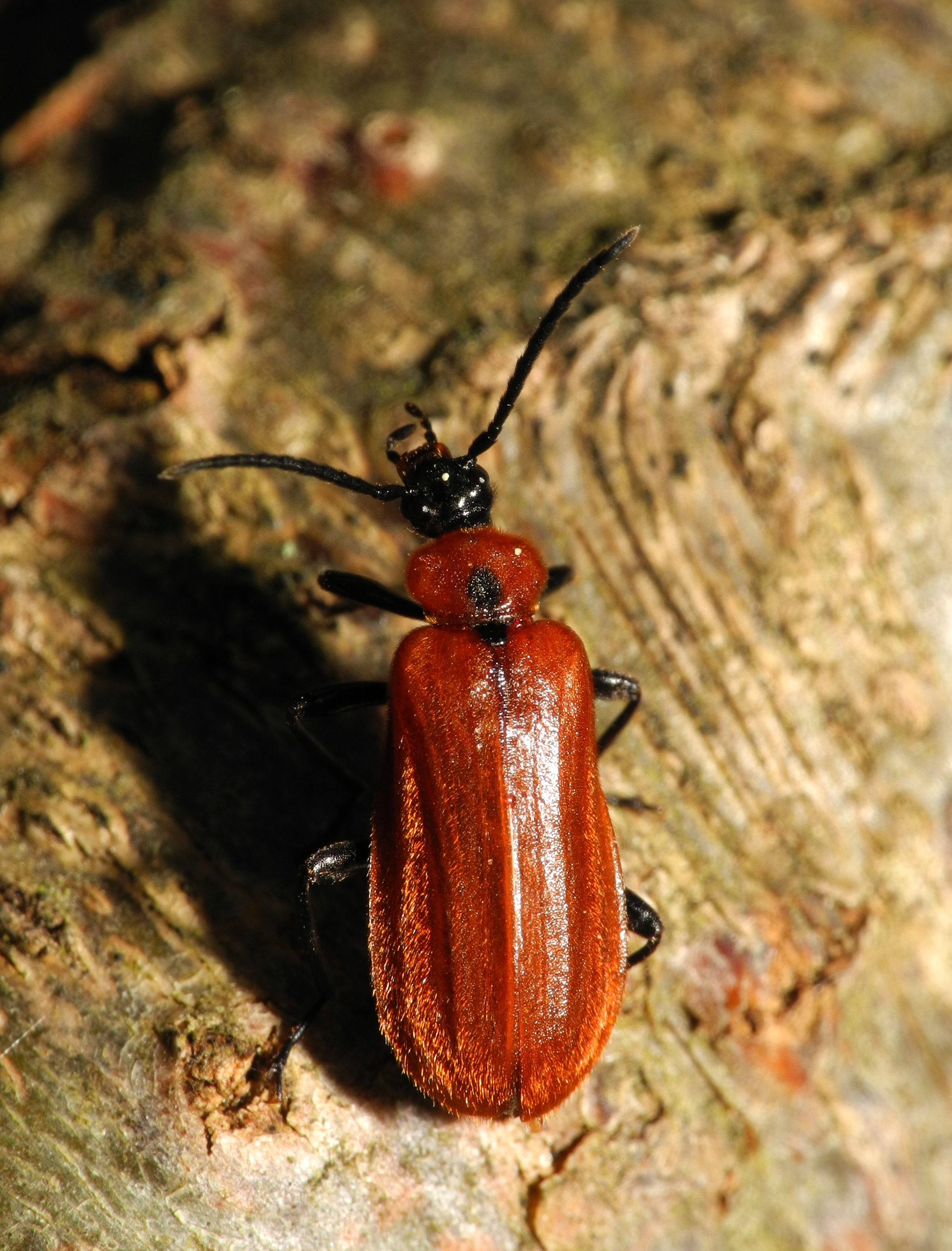
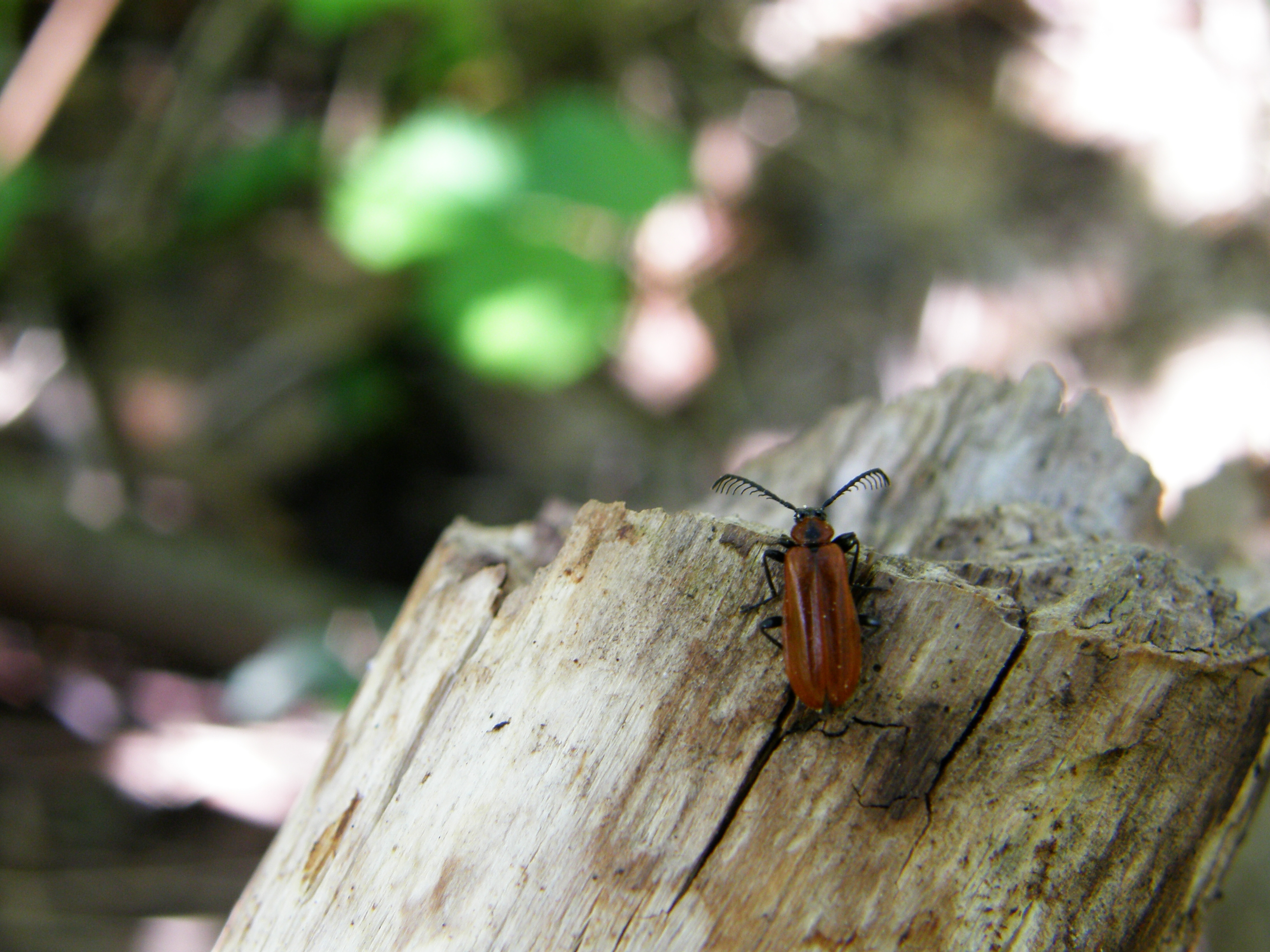
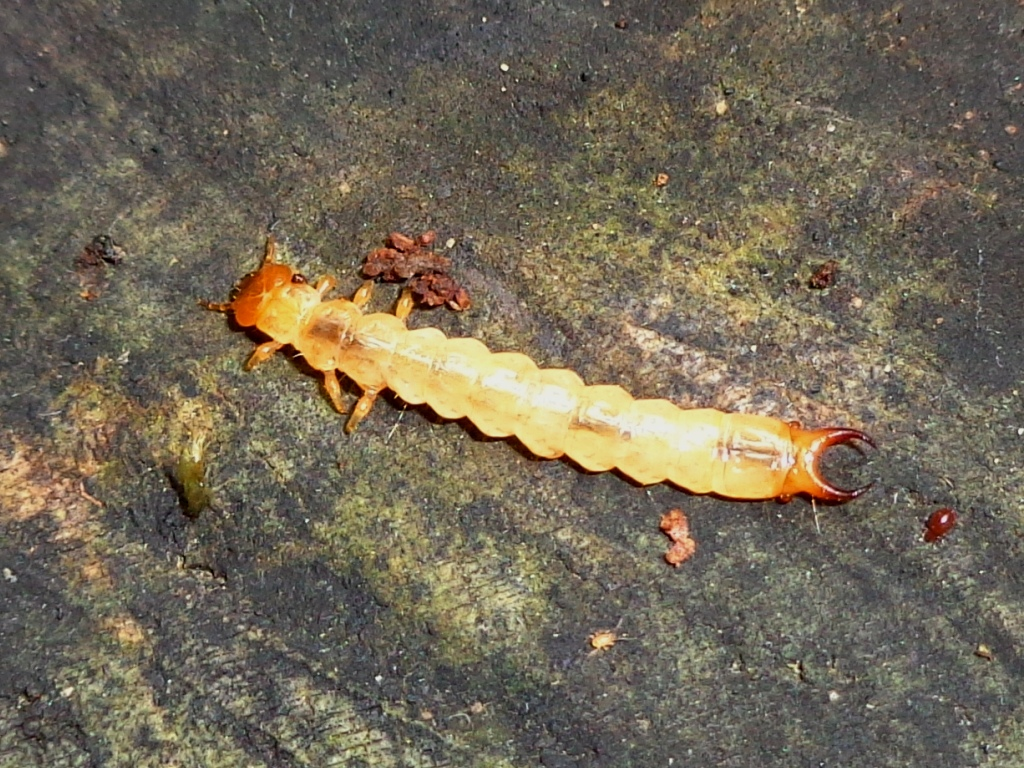